# Crying End Roll
Crying End Roll è il terzo album in studio degli indigo la End e quarto album in totale, pubblicato il 12 luglio 2017 da unBORDE.

## Tracce
Testi e musiche di Enon Kawatani.
1. 想いきり (Omoi kiri?) – 3:15
2. 見せかけのラブソング (Misekake no rabusongu?) – 4:13
3. 猫にも愛を (Neko ni mo ai o?) – 3:44
4. End Roll I – 1:12
5. 鐘泣く命 (Kane naku inochi?)[1] – 4:27
6. 知らない血 (Shiranai chi?) – 3:38
7. ココロネ(Remix by Qrion) (Kokorone (Remix by Qrion)?) – 4:00
8. End Roll II – 2:25
9. プレイバック (Pureibakku?)[2] – 4:30
10. 天使にキスを (Tenshi ni kisu o?) – 4:54
11. エーテル (Ēteru?) – 4:46
12. 夏夜のマジック(Remix by ちゃんMARI) (Natsu yoru no majikku (Remix by ちゃんMARI)?) – 4:11